# Skarby śniegu (film)
Skarby śniegu albo Ślady na śniegu (org. Treasures of the Snow) – brytyjski film familijny z chrześcijańskim przesłaniem, zrealizowany na podstawie powieści Patricii St. John o tym samym tytule.

## Treść
Akcja toczy się w Alpach Szwajcarskich. Dwoje nastolatków, Anette i Lucien, są przyjaciółmi. Pewnego dnia dochodzi do tragicznego wypadku, w wyniku którego, Lucien niechcący doprowadza do kalectwa brata Anette. Dziewczyna nie może mu tego przebaczyć. Lucien podejmuje walkę o odzyskanie przyjaźni Anette..

## Obsada
- Paul Dean - Lucien
- Carey Born - Annette
- Timothy Fleetwood - Dani
- Bay White - babcia Burnier
- William Boyde - pan Burnier
- Vera Fusek - pani Morell
- Bethan Cathawood -  Marie